# شون بيرلي
شون بيرلي (بالإنجليزية: Shaun Burley)‏ هو عسكري ومهندس بريطاني، ولد في 4 مارس 1962.